# Hildegund von Meer
Hildegund von Meer (von Mehre), auch Hildegunde, Hildegundis; auch von Lidtberg (Liedberg), von Are (von Ahr) (* um 1115; † 6. Februar 1183 im Kloster Meer), war 1165 die Stifterin und danach die erste Äbtissin des Prämonstratenserinnenklosters Meer, gelegen im heutigen Meerbusch.

## Leben
Hildegund war eine Tochter des Grafen Hermann von Lidtberg (Liedberg) und seiner Gattin Hedwig (Hadwigis) und wurde vermutlich zwischen 1110 und 1115 geboren. Hildegund hatte noch zwei Schwestern: Gertrud und Elisabeth, vermählte Randerath. Nach dem Tode Hermanns gingen Hedwig und ihre Tochter Gertrud in das Prämonstratenserinnenkloster Dünnwald.
Hildegund war mit Lothar von Are aus dem Geschlecht der Grafen von Are verheiratet und hatte mit ihm zwei Söhne, Dietrich (auch Theoderich) und Hermann, sowie eine Tochter Hadwig (auch Hadwiga, Hadwigis). Nachdem ihr Ehemann Lothar und kurze Zeit später ihr Sohn Dietrich gestorben waren, stiftete sie im Jahre 1165, nachdem sie eine Wallfahrt nach Jerusalem (nach anderen Quellen Rom) gemacht hatte, das Kloster Mehre (Mehr, Meere), das sie der Leitung des Propstes Ulrich von Steinfeld übergab. Bei der Gründung des Klosters wurde sie von ihrer Tochter Hadwig und ihrem Sohn Hermann, der in das Kloster Kappenberg gegangen war und dort von 1171 bis 1210 Propst war, unterstützt.
Hildegund war die erste Äbtissin des Klosters. Ihre Stiftung wurde 1166 von Erzbischof Reinald von Köln bestätigt und Papst Alexander III. erließ im Jahre 1179 zu deren Gunsten eine Bulle.
Hildegund starb am 6. Februar 1183, ihre Tochter Hadwig wurde in der Leitung des Klosters ihre Nachfolgerin. Hildegund wurde nie offiziell kanonisiert. Gleichwohl galt sie gemeinsam mit ihrer Tochter innerhalb des Ordens stets als „Venerabilis“ (Ehrwürdige) und gilt in der Region als „Selige Hildegundis“. Ihr Gedenktag ist der 6. Februar. Ihr Patenkind war die Heilige Hildegunde von Schönau (Helpenstein), welche in jungen Jahren im Kloster ihrer Patentante war.
Innerhalb der Stadt Meerbusch hat sich die Namensform Hildegundis durchgesetzt. Seit dem 1. Januar 2010 ist Hildegundis von Meer Patronin der aus den zum Bistum Aachen gehörenden, nördlichen Meerbuscher Pfarrgemeinden St. Stephanus (Lank-Latum), St. Franziskus (Strümp) und St. Nikolaus (Osterath) gemeinsam mit den Vikarien St. Cyriakus (Nierst), St. Martin (Langst-Kierst) und St. Pankratius (Ossum) zwangsfusionierten Pfarrei. Des Weiteren tragen zwei Straßen und ein Seniorenzentrum in Meerbusch ihren Namen. Auch der Hildegundweg in Köln-Dünnwald, in unmittelbarer Nähe zum früheren Prämonstratenserinnenkloster, trägt ihren Namen.